# Cameron Earl
Cameron Earl (Sculcoate, 1923 – Nuneaton, 18 giugno 1952) è stato un ingegnere progettista e collaudatore britannico.

## Biografia
Earl fu inviato in Germania dopo la seconda guerra mondiale dall'Intelligence Objectives Sub-Committee per studiare lo sviluppo delle auto da corsa degli anni trenta. Ne trasse una relazione che fu di fondamentale importanza per l'ingegneria britannica.
Morì all'età di ventinove anni per via di una frattura al cranio, subita durante il test drive di un'auto da corsa a Nuneaton, nel Warwickshire, a causa del ribaltamento della vettura che stava guidando. Anche se non durante una gara, Earl è stata la prima persona nella storia a morire su una vettura di Formula 1.